# Cîrpești
Cîrpești è un comune della Moldavia situato nel distretto di Cantemir di 2.537 abitanti al censimento del 2004